# العريش للأسمنت
شركة العريش للأسمنت هي إحدى الشركات التابعة لـ"جهاز مشروعات الخدمة الوطنية للقوات المسلحة"، التابع بدوره لوزارة الدفاع المصرية، أنشأت الشركة مصنع العريش للأسمنت بمنطقة الصناعات الثقيلة بقرية بغداد بمحافظة شمال سيناء للمساهمة في خطط التنمية وتوفير الأسمنت بأعلى مواصفات وأقل سعـر لعمل اتزان في أسعار السوق وخلق فرص عمل لأهالي المنطقة. ويقع في منطقة الصناعات الثقيلة في جبل لبنى بوسط سيناء على طريق الإسماعيلية - العوجة الأوسط.

## النشاط
تأسس مصنع العريش للأسمنت في عام 2011 بطاقة إنتاجية 3.2 مليون طن سنوياً، ويتكون من خطين إنتاج حيث يقوم بإنتاج الكلنكر والأسمنت البورتلاندي برتبة (52.5)، (42.5) و(32.5)، السيلاج المقاوم للصدء، الأملاح، والكبريتات سائب ومعبأ.